# YLC-4 레이더

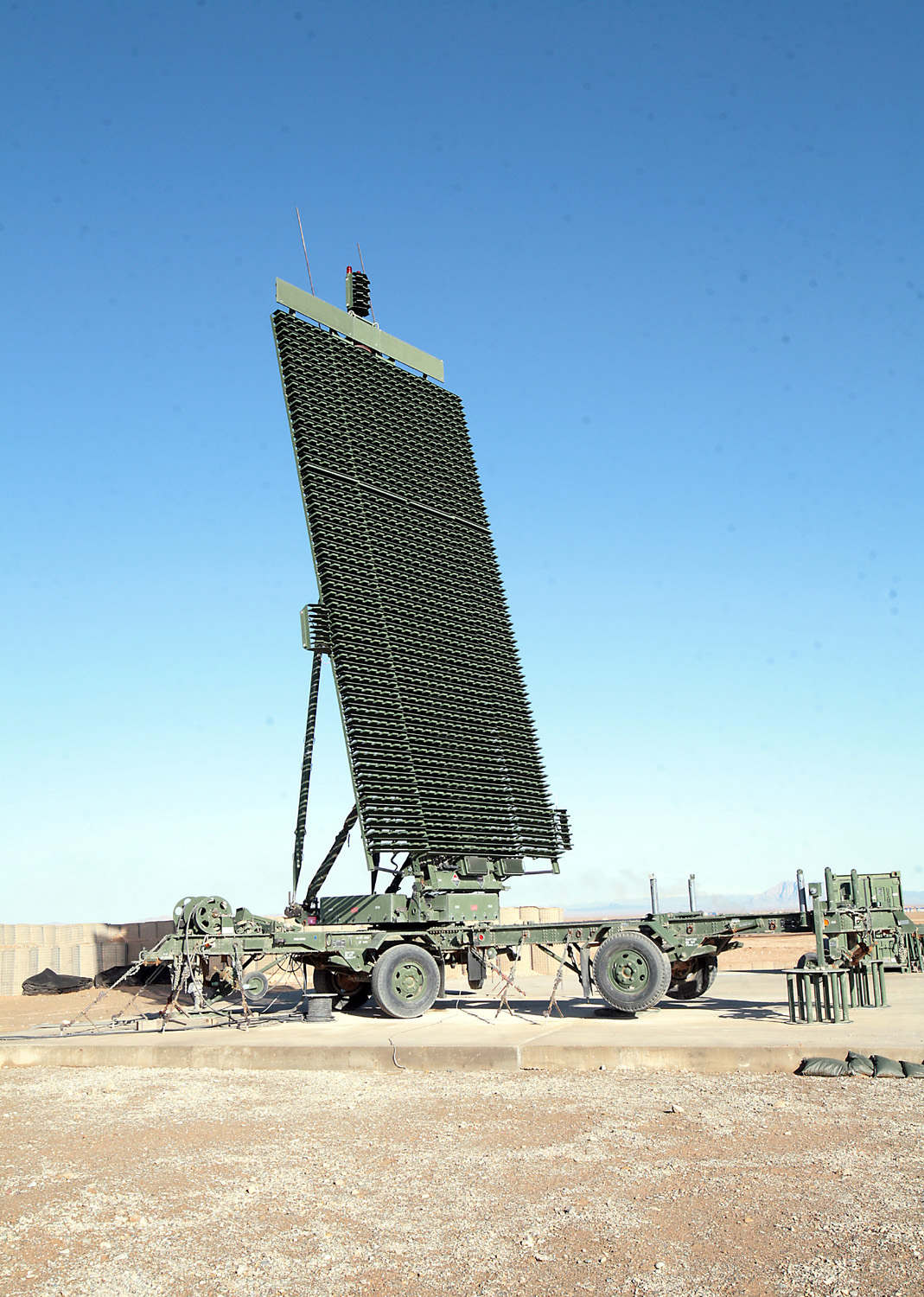
중국 YLC-4와 닮은 미국의 AN/TPS-59 레이다

YLC-4 레이다는 중화인민공화국의 장거리 3차원 L 밴드 위상배열 지대공 레이더이다.

## 역사
미국의 AN/TPS-59를 베낀 것으로 보인다. 2019년 현재 경기도 평택시 오산공군기지에 장거리 대공 감시 레이더(AN/TPS-59)와 패트리어트(PAC-3) 미사일이 배치되어 있다. AN/TPS-59는 울릉도에 배치된 AN/FPS-117과 비슷하다.
YLC-4V는 YLC-4 보다 크기가 작아졌으며, 보다 빨리 설치할 수 있다. 6명이 40분만에 설치할 수 있다.
100개의 목표물을 동시 추적할 수 있다.
단둥에서 서울까지는 350 km, 산둥반도에서 서울까지는 400 km 떨어져 있다.

## 파생형
- YLC-4: L 밴드, 탐지거리 330 km, 최대출력 85 kw, 평균출력 5.5 kw
- YLC-4V: S 밴드, 탐지거리 500 km